# وایلرسویشت
وایلرسویشت (به آلمانی: Weilerswist) یک شهر در آلمان است که در اویسکیرشن واقع شده‌است. وایلرسویشت  ۱۶٬۴۱۹ نفر جمعیت دارد.

## خواهرخوانده
شهر ویتناش خواهرخواندهٔ وایلرسویشت هست.